# Kutina
Kutina este un oraș în cantonul Sisak-Moslavina, Croația, având o populație de 22.760 de locuitori (2011).

## Demografie
Componența etnică a orașului Kutina
     Croați (86,57%)
     Sârbi (6,55%)
     Romi (1,49%)
     Cehi (1,38%)
     Necunoscut (1,09%)
     Neclasificat (2,54%)
Componența confesională a orașului Kutina
     Catolici (85,71%)
     Ortodocși (6,83%)
     Fără religie și atei (3,4%)
     Necunoscută (2,07%)
     Alte religii (2%)
Conform recensământului din 2011, orașul Kutina avea 22.760 de locuitori. Din punct de vedere etnic, majoritatea locuitorilor (86,57%) erau croați, existând și minorități de sârbi (6,55%), romi (1,49%) și cehi (1,38%). Apartenența etnică nu este cunoscută în cazul a 1,09% din locuitori. Din punct de vedere confesional, majoritatea locuitorilor (85,71%) erau catolici, existând și minorități de ortodocși (6,83%) și persoane fără religie și atei (3,4%). Pentru 2,07% din locuitori nu este cunoscută apartenența confesională.